# Paraíba do Sul
Paraíba do Sul – miasto i gmina w Brazylii, w stanie Rio de Janeiro. Znajduje się w mezoregionie Centro Fluminense i mikroregionie Três Rios.
W mieście ma siedzibę klub piłkarski Paraíba do Sul FC.